# Grande Prêmio Cidade do Rio de Janeiro

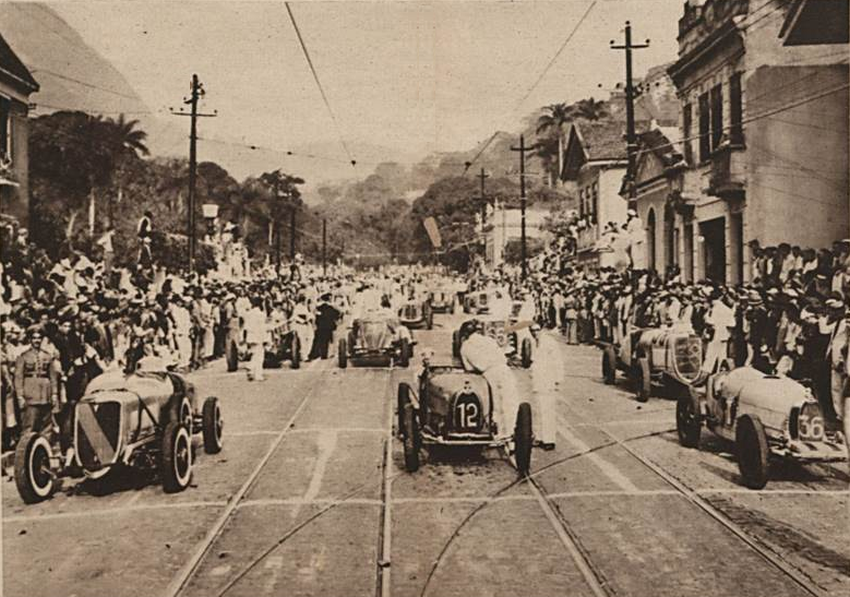
Grid do Grande Prêmio Cidade do Rio de Janeiro 1936

O Grande Prêmio Cidade do Rio de Janeiro foi um evento de automobilismo que aconteceu de forma não contínua de 1933 a 1954, e que era disputado no Circuito da Gávea.
Sua história constitui um marco do automobilismo nacional, colocando o Brasil no mapa das competições internacionais e sendo a fonte de inspiração de uma geração de pilotos nacionais, como o grande Chico Landi. Paralelamente à prova internacional (que teve 12 edições), ocorreram três edições reservada apenas à pilotos brasileiros.

## História

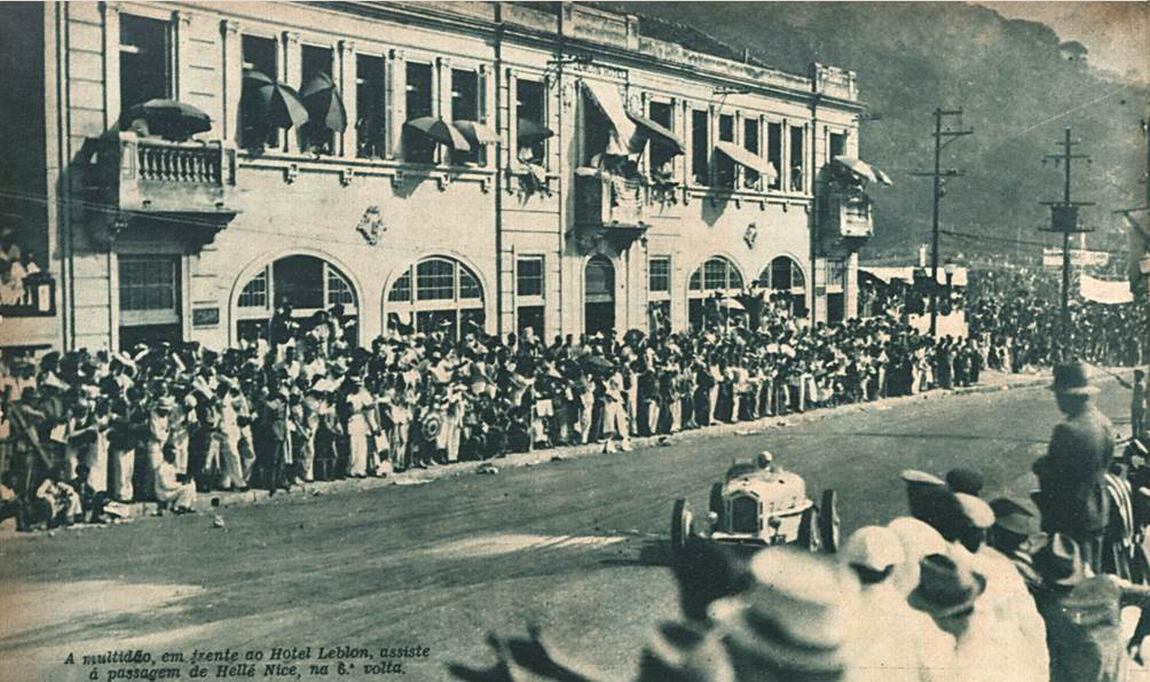
Hellé Nice no Grande Prêmio Cidade do Rio de Janeiro de 1936

A década de 30 marcou o florescimento do automobilismo no Brasil. Alguns anos após a entrada no País de montadoras como a Ford e a General Motors, as competições começavam a se multiplicar. Algumas delas, como a Prova de Subida de Montanha de Petrópolis, já atraíam alguns competidores estrangeiros.
Manuel de Teffé, piloto que regressava da Europa, onde teve alguns êxitos neste esporte, teve a ideia de trazer para o Brasil o circuito de corridas de automóvel, para que o evento tivesse repercussão internacional.
A ideia foi aceita e levada ao então presidente Getúlio Vargas, que prometeu todo o apoio. Na temporada oficial de turismo de 1933, o Automóvel Club do Brasil promoveu o "1º Prêmio Cidade do Rio de Janeiro", no domingo 1º de outubro, que contou com a participação do piloto Chico Landi.
Então o Automóvel Club do Brasil resolveu pleitear o direito de sediar uma prova que integrasse o calendário oficial da Federação Internacional do Automóvel. O pedido foi aceito e surgiu aí o Grande Prêmio Cidade do Rio de Janeiro.
Com isso, o Brasil passou definitivamente a fazer parte do calendário do automobilismo internacional.
As três primeiras corridas contaram com praticamente apenas corredores sul-americanos. O fato mais marcante foi na corrida de 1935 quando Irineu Corrêa, que vencera no ano anterior, morreu ainda na primeira volta após se chocar com uma árvore e cair no canal do Leblon. Um dos pilotos mais talentosos que este País já teve, Irineu se destacava também em provas na Argentina e chegou a vencer uma corrida nos Estados Unidos, provavelmente a primeira vitória de um brasileiro no Exterior. Sua morte chocou o público da então Capital Federal.

## Lista de vencedores
- Fonte:GPTotal[1]

| Edição | Ano  | Vencedor                | Carro      | Velocidade Média |
| ------ | ---- | ----------------------- | ---------- | ---------------- |
| I      | 1933 | Manuel de Teffé         | Alfa Romeo | 67,162 km/h      |
| II     | 1934 | Irineu Corrêa           | Ford V-8   | 70,817 km/h      |
| III    | 1935 | Ricardo Carú            | Fiat       | 68,792 km/h      |
| IV     | 1936 | Vittorio Coppoli        | Bugatti    | 70,776 km/h      |
| V      | 1937 | Carlo Pintacuda         | Alfa Romeo | 82,827 km/h      |
| VI     | 1938 | Carlo Pintacuda         | Alfa Romeo | 78,372 km/h      |
| VII    | 1941 | Chico Landi             | Alfa Romeo | 80,889 km/h      |
| VIII   | 1947 | Chico Landi             | Alfa Romeo | 78,969 km/h      |
| IX     | 1948 | Chico Landi             | Alfa Romeo | 85,710 km/h      |
| X      | 1949 | Luigi Villoresi         | Maserati   | 82,806 km/h      |
| XI     | 1952 | José Froilán González   | Ferrari    | 90,321 km/h      |
| XII    | 1954 | Emmanuel de Graffenried | Maserati   | 76,275 km/h      |

### Lista de vencedores do GP Nacional
- Fonte:GPTotal[1]

| Edição | Ano  | Vencedor              | Carro      | Velocidade Média |
| ------ | ---- | --------------------- | ---------- | ---------------- |
| I      | 1938 | Arthur Nascimento Jr. | Alfa Romeo | 81,608 km/h      |
| II     | 1939 | Manuel de Teffé       | Maserati   | 81,602 km/h      |
| III    | 1940 | Rubem Abrunhosa       | Studebaker | 78,861 km/h      |